# 앙리 돈디유 드 바브르

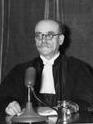

앙리 돈디유 드 바브르(Henri Donnedieu de Vabres, 1880년 7월 8일 - 1952년 2월 14일)는 2차 대전 이후 뉘른베르크 재판에 참여한 법학자이다. 님 출신이다.